# Saad Abdul-Salaam
Saad Abdul-Salaam, né le 8 septembre 1991 à Charlotte en Caroline du Nord, est un joueur américain de soccer. Il joue au poste de défenseur au San Antonio FC en USL Championship.

## Biographie
Abdul-Salaam est repêché en douzième position lors de la MLS SuperDraft 2015 par le Sporting de Kansas City.

## Palmarès
- Sporting de Kansas City
  - Vainqueur de la Coupe des États-Unis en 2015 et 2017
- Sounders de Seattle
  - Vainqueur de la Coupe MLS en 2019
- Crew de Columbus
  - Vainqueur de la Campeones Cup en 2021